# Polychaos dubium
Polychaos dubia (o ameba dubia, anteriormente Amoeba dubia) es la especie más grande del filo Amoebozoa. Se trata de una ameba, es decir, de un protista que se mueve por medio de proyecciones temporales de citoplasma denominados seudópodos. Recientemente ha sido trasladada al género  Polychaos, desde el anterior Amoeba, que incluye a la especie más conocida A. proteus. 
La ameba dubia llega a medir un milímetro de longitud o más, por lo cual puede ser visible a simple vista, pero puede ser confundida con un tardígrado.
P. dubia se caracteriza por tener uno de los genomas más grandes que se conocen hasta la fecha. La longitud de su genoma es de 670.000 millones de pares de bases de ADN, más de 200 veces mayor que el genoma humano. En comparación, el genoma de Amoeba proteus tiene 290.000 millones pares de bases.